# Listă de scriitori de limbă germană/A
| Vezi: Ab Ac Ad Ae Ag Ah Ai Al Am An Ap Ar As Au Av Ax Ay |
| -------------------------------------------------------- |

## Ab
- Thomas Abbt (1738–1766)
- Isabel Abedi (n. 1967)
- Bernhard Abeken, pseudonim Ernst Andolt (1826–1901)
- Caspar Abel (1676–1763)
- Hans Karl Abel (1876–1951)
- Matthias Abele von und zu Lilienberg (1618–1677)
- Melinda Nadj Abonji (n. 1968)
- Abraham a Sancta Clara, de fapt Johann Ulrich Megerle (1644–1709)
- Peter Abraham (n. 1936)
- Hans Aßmann Freiherr von Abschatz (1646–1699)
- Alexander Abusch (1902–1982)

## Ac
- Anna Maria Achenrainer (1909–1972)
- Franz Heinrich Achermann (1881–1946)
- Arthur Achleitner (1858–1927)
- Friedrich Achleitner (n. 1930)
- Herbert Achternbusch (n. 1938)
- Walter Ackermann (1903–1939)
- Wilhelm August Ackermann (1793–1865)
- Jürg Acklin (n. 1945)

## Ad
- Johann Christoph Adelung (1732–1806)
- Engelbert Adam (1850–1919)
- Karl Adam (1876–1949)
- Max Adam, de fapt Gerd Müller (n. 1952)
- Friedrich Wilhelm Adami (1816–1893)
- Leonhard Adelt (1881–1945)
- Hans Adler (1880–1957)
- Hans Günther Adler (1910–1988)
- Katharina Adler (n. 1980)
- Paul Adler (1878–1946)
- Eufemia von Adlersfeld-Ballestrem (1854–1941)
- Roland Adloff (n. 1956)
- Karl Adolph (1869–1931)
- Rudolf Adolph (1900–1984)

## Ae
- Kurt Aebli (n. 1955)
- Alphons Aeby (1885–1941)
- Uli Aechtner (n. 1952)
- Hermann Aellen (1887–1939)

## Ah
- Luise Ahlborn (1834–1911)
- Charlotte von Ahlefeld (1781–1849)
- Leopold Ahlsen, de fapt Helmut Alzmann (1927)
- Martin Ahrends (n. 1951)
- Barbara Ahrens (n. 1945)
- Henning Ahrens (n. 1964)

## Ai
- Wilhelmine Aichbichler (1904–2002)
- Wolf von Aichelburg (1912–1994)
- Ilse Aichinger (1921–2016)
- Bernhard Aichner (n. 1972)
- Fridolin Aichner (1912–1987)
- Christoph Wilhelm Aigner (1954)

## Al
- Alastair, de fapt Hans Henning von Voigt (1887–1969)
- Paul Albers (1852–1929)
- Heinrich Albert (1604–1651)
- L. Albert, de fapt Albert Ludwig Herrmann (1886–1945)
- Michael Albert (1836–1893)
- Conrad Alberti, de fapt Sittenfeld (1862–1918)
- Aegidius Albertinus (1560–1620)
- Jürgen Alberts (n. 1946)
- Marita Alberts (n. 1946)
- Elisabeth Albertsen (n. 1942)
- Johann Georg Albini (1624–1679)
- Johann Georg Albini der Jüngere (1659–1714)
- Michael Albinus,"dantiscus" (1610–1653)
- Albrecht von Kemenaten (secolul al XIII-lea)
- Hermann Anton Albrecht (1835–1906)
- Johann Friedrich Ernst Albrecht (1752–1814)
- Paul Albrecht, pseudonim Hans Hardt (1863–?)
- Richard Albrecht (n. 1945)
- Sophie Albrecht (1757–1840)
- Anita Albus (n. 1942)
- Albrecht von Eyb (1420–1475)
- Albrecht von Halberstadt (cca. 1180–1250)
- Elisabeth Alexander (1922–2009)
- Willibald Alexis, de fapt Georg Wilhelm Heinrich Häring (1798–1871)
- Stephan Alfare (n. 1966)
- Susanne Alge (n. 1958)
- Luise Algenstädt (1861–?)
- Gabrielle Alioth (n. 1955)
- Urs Allemann (n. 1948)
- Kristiane Allert-Wybranietz (n. 1955)
- Katherine Allfrey (1910-2001)
- Hermann Allmers (1821–1902)
- Khalid Al-Maaly (n. 1956)
- Jenny Aloni (1917–1993)
- Hans Joachim Alpers (n. 1943)
- Ellen Alpsten (n. 1971)
- Otto Alscher (1880–1944)
- Sabine Alt (n. 1959)
- Peter Altenberg, de fapt Richard Engländer (1859–1919)
- Matthias Altenburg (n. 1958)
- Wolfgang Altendorf (1921–2007)
- Ludwig Altenhöfer, pseudonim Victor Petit (1921–1974)
- Peter Paul Althaus (1892–1965)
- Theodor Althaus (1822–1852)
- René Altmann (1929–1978)
- Karl Altrichter (1844–1917)
- Nessa Altura (n. 1951)
- Volker H. Altwasser (n. 1969)
- Ludwig von Alvensleben (1800–1868)
- Paul Alverdes (1897–1979)
- Eva-Maria Alves (n. 1940)

## Am
- Jürg Amann (n. 1947)
- Gerhard Amanshauser (1928–2006)
- Martin Amanshauser (n. 1968)
- Axel von Ambesser (1910–1988)
- Gwendolyn von Ambesser (n. 1949)
- Gustinus Ambrosi (1893–1975)
- Gerhard Amendt (n. 1939)
- Günter Amendt (n. 1939)
- Carl Amery, de fapt Christian Anton Mayer (1922–2005)
- Jean Améry (1912–1978)
- Daniel Amor (n. 1973)
- Nicole Amrein (n. 1970)
- Sven Amtsberg (n. 1972)
- Gerhard Amyntor, de fapt Dagobert von Gerhardt (1831–1910)

## An
- Heinrich Anacker (1901–1971)
- Eugen Andergassen (1907–1987)
- Günther Anders, de fapt Günther Stern (1902–1992)
- Richard Anders (n. 1928)
- Alfred Andersch (1914–1980)
- Sascha Anderson (n. 1953)
- Reinhold Andert (n. 1944)
- Marie Andrae-Romanek (1854–?)
- Johann Valentin Andreae (1586–1654)
- Wilhelm Andreae (1822–1872)
- Fred Andreas, pseudonim Walter Röhl (1898–?)
- Lou Andreas-Salomé (1861–1937)
- Eduard Andres (1900–?)
- Stefan Andres (1906–1970)
- Andreas Andresen (1828–1871)
- Leopold Andrian (1875–1951)
- Hartmut Andryczuk (n. 1957)
- Ernst Angel (1894–1986)
- Walter Angel (1883–1954)
- Angelus Silesius, de fapt Johann Scheffler (1624–1677)
- August Angenetter, pseudonim Alpha (1876–1944)
- Angerer der Ältere (n. 1938)
- Fred A. Angermayer (1889–1951)
- Friedrich Ani (n. 1959)
- Cornelia Anken (n. 1967)
- Hedwig Anneler (1888–1969)
- Albert Otto Anschütz (1890–1945)
- Oskar Ansull (n. 1950)
- Otto Anthes (1867–1954)
- Alfred Antkowiak (1925–1976)
- Anton Ulrich von Braunschweig-Lüneburg (1633–1714)
- Oskar Anwand (1872–1946)
- Thomas Anz (n. 1948)
- Johann Nepomuk Anzengruber (1810–1844)
- Ludwig Anzengruber (1839–1889)

## Ap
- August Apel (1771–1816)
- Theodor Apel (1811–1867)
- Bruno Apitz (1900–1979)
- Renate Apitz (n. 1939)
- Hermann Appel (1895–1975)
- Johann Conrad Appenzeller (1775–1850)

## Ar
- Kurt Aram, de fapt Hans Fischer (1869–1934)
- Erich Arendt (1903–1984)
- Birgitta Arens (n. 1948)
- Wilhelm Arent (1864–?)
- Ewald Arenz (n. 1965)
- Ariel Aretino (n. 1917)
- Gertrude Aretz (1889–1939)
- Jakob Arjouni (n. 1964)
- Renato Arlati (1936–2005)
- Jochen Arlt (n. 1948)
- Friedrich Wilhelm Arming (1805–1864)
- Wilhelm Arminius, de fapt Wilhelm Hermann Schultze (1861–1917)
- Frank Arnau, de fapt Heinrich Schmitt (1894–1976)
- Hans Arndt (1909–1995)
- Bruno Arndt (1874–1922)
- Ernst Moritz Arndt (1769–1860)
- Johann Arndt (1555–1621)
- Martin von Arndt (n. 1968)
- Edwin Arnet (1901–1962)
- Achim von Arnim (1781–1831)
- Bettina von Arnim (1785–1859)
- Gabriele von Arnim (n. 1946)
- Gisela von Arnim (1827–1889)
- Johann Georg Daniel Arnold (1780–1829)
- Gottfried Arnold (1666–1714)
- Hans Arnold, pseudonim John Ray-Atkinson (1886–1961)
- Ignaz Ferdinand Arnold (1774–1812)
- Johannes Arnold (1928–1987)
- Paul Johannes Arnold (1884–?)
- Melanie Arns (n. 1980)
- Benedikt Arnstein (1761–1841)
- Marliese Arold (n. 1958)
- Hans Arp (1887–1966)
- H. C. Artmann (1921–2000)
- Cäsar von Arx (1895–1949)

## As
- Wilhelm Ernst Asbeck (1881–1947)
- Hans Aschenborn (1888–1931)
- Eva Aschenbrenner (n. 1924)
- Robert Ascher (1883–?)
- Saul Ascher (1767–1822)
- Katrin Askan (n. 1966)
- Herbert Asmodi (1923–2007)
- Georg Asmussen (1856–1933)
- Ruth Aspöck (n. 1947)
- Ludmilla Assing (1821–1880)
- David Jakob Assur (1810–1869)
- Arnfrid Astel (n. 1933)
- Karl Heinrich Aster (1782–1855)
- Louise Aston (1814–1871)

## Au
- Annemarie in der Au (1924–1998)
- Victor Auburtin (1870–1928)
- Jakob Audorf (1835–1898)
- Walter Aue (n. 1930)
- Annemarie Auer (1913–2002)
- Ludwig Auer (1839–1914)
- Martin Auer (n. 1951)
- Alfred Auerbach (1873–1954)
- Berthold Auerbach (1812–1882)
- Ludwig Auerbach (1840–1882)
- Raoul Auernheimer (1876–1948)
- Annemarie von Auerswald (1876–1947)
- Joseph von Auffenberg (1798–1857)
- Ernst Augustin (n. 1927)
- Ferdinand von Augustin (1807–1861)
- Waldemar Augustiny (1897–1979)
- Anton Aulke (1887–1974)
- Reinhold Aumaier (n. 1953)
- Ludwig Aurbacher (1784–1847)
- Rose Ausländer (1901–1988)
- Rose Austerlitz, pseudonim A. Rose (1876–1939)

## Av
- Ava von Göttweig (cca. 1060–1127)
- Friedrich Christian Benedikt Avé-Lallemant (1809–1892)
- Ferdinand Avenarius (1856–1923)
- Elise Averdieck, de fapt Adele Kühner (1808–1907)

## Ax
- Elisabeth Axmann (1926)
- Renate Axt (1934)
- Franz Axter (1772–1808)

## Ay
- May Ayim (1960–1996)
- Cornelius Hermann von Ayrenhoff (1733–1819)
- Jakob Ayrer (1544–1605)